# 内藤重人
内藤 重人（ないとう しげと、1965年12月28日 - ）は、日本のプロ野球コーチ。プロの野球選手の経験はないが、アマチュアの野球選手のほか、十種競技の選手としても活動した。

## 来歴・人物
小諸高校から日本大学に進み日本大学硬式野球部（保健体育審議会硬式野球部）に入部し野球を続けていたが、陸上競技への適性を感じると共に将来は体育指導者（体育教師など）への道も考え中退し、日本体育大学体育学部体育学科にあらためて入学。野球部退部後、大学2年生から十種競技の選手となり、翌年の大学3年生で関東インカレで優勝、、日本インカレ3位、大学対抗混成選手権で優勝。大学卒業後は大学の助手を務めていたが、コンディショニングの勉強のためアリゾナ州立大学に3年間留学した。
1999年にコンディショニングコーチとしてヤクルトに入団し、2007年より巨人で二軍トレーニングコーチを務め、2012年から一軍トレーニングコーチとして活躍していた。2015年シーズン途中、トレーニングコーチの配置転換により、再度二軍トレーニングコーチを務めることとなった。2017年はリハビリ担当の巡回トレーニングコーチを務める。外国人選手の海外での診察・手術およびリハビリテーションにも帯同。2008年高橋由伸選手の腰痛からの復帰に深く関与している。2018年をもって退団。国内外の医療情報に精通している。現在もアスリートのリハビリテーションやコンディショニングを行っている。
2000年から大学講師を務め、医療資格を取得する。
2023年からサムソンライオンズのコーチとなる。2024年限りで退任した。

## 詳細情報

### 背番号
- 99 （1999年、2002年 - 2007年）
- 89 （2000年 - 2001年）
- 80 （2007年 - 2009年）
- 121 （2010年）[5]
- 102 （2011年 - 2013年）
- 98 （2014年 - 2015年）
- 105 （2016年 - 2017年）
- 103 （2018年）
- 72 （2023年 - 2024年）